# Skilderhus
Et skilderhus er et lille, militært vagthus med ståplads til én vagt.
Skilderhuse står gerne ved porter og indgangspartier til militærlejre, kaserneområder, kommandokvarterer, våbendepoter og fængsler eller udenfor slotte og borge, hvor monarker og fyrster holder til. Tidligere kunne der også være skilderhus udenfor rådhuse og regeringsbygninger. Skilderhuset bruges som læskur for skildvagter, som ofte er klædt i stram uniform, og er akkurat passende stort til at en soldat på vagt kan stå oprejst i det, når det er regn og uvejr.